# Internet Engineering Steering Group
Pour un article plus général, voir Internet Engineering Task Force.
L’Internet Engineering Steering Group (IESG) est un groupe de l’IETF chargé du pilotage de l'activité de production des standards Internet. L’IESG examine tous les projets, sert de chambre d'appel contre les projets contestés, valide les processus de normalisation et donne l'accord final de l'IETF pour que la RFC soit publiée comme standard Internet.

## Domaines d'activité
- Applications (APP): les protocoles vus par les utilisateurs de programmes, tels que l'e-mail et les applications relatives au Web.
- Général (GEN): les travaux divers pour les groupes de travail n'entrant dans aucun autre domaine.
- Internet (INT): les différentes manières d'acheminer des paquets IP et les informations DNS associées.
- Gestion et opérations (OPS): l'administration et le contrôle.
- Infrastructure et applications temps-réel (RAI): communications interpersonnelles et approche temps-réel.
- Routage (RTG): l'acheminement des paquets jusqu'à leur destination.
- Sécurité (SEC): l'authentification et la confidentialité.
- Transport (TSV): les services spéciaux pour les paquets spéciaux.